# Véra Cardot
Véra Cardot, születési név Steiner Vera (Budapest, 1920. július 24. – Gif-sur-Yvette, 2003. augusztus 31.) magyar származású francia fotóművész és képzőművész).